# سرطان السراغسوم السابح
سرطان السراغسوم السابح (باللاتينية: Portunus sayi) هو نوع من سرطانات منطقة البحر المفتوح ينتمي لفصيلة 	بورتونيتي. وهو يوجد في غرب المحيط الأطلسي و البحر الكاريبي حيث يبني منزله بين طحالب السرجس. وقد سمي على عالم الطبيعة الأمريكي توماس ساي.